# Rautupää
Rautupää är en kulle i Finland. Den ligger i Enare kommun och landskapet Lappland, i den norra delen av landet, 1 000 km norr om huvudstaden Helsingfors. Toppen på Rautupää är 372 meter över havet.
Terrängen runt Rautupää är platt norrut, men söderut är den kuperad.  Trakten runt Rautupää är nära nog obefolkad, med mindre än två invånare per kvadratkilometer. Närmaste större samhälle är Enare kyrkby, 9,6 km nordväst om Rautupää. 